# Dennis Hipke
Dennis Hipke (* 2. September 1982 in Andernach) ist ein ehemaliger deutscher Eishockeytorwart. Hipke spielte während seiner Laufbahn unter anderem für den REV Bremerhaven in der 2. Bundesliga und absolvierte für den ERC Ingolstadt und die Hannover Scorpions jeweils zwei Spiele in der Deutschen Eishockey Liga.

## Karriere
Hipke, dessen Vater Alexander beim EHC Neuwied als Ersatzmann ebenfalls auf der Torhüterposition spielte, begann bei den Kölner Junghaien in der Saison 2000/01 in der Regionalliga NRW mit dem Eishockeyspielen. Zur folgenden Spielzeit wechselte der Andernacher in seine Nachbarstadt Neuwied, um beim SC Mittelrhein-Neuwied in der Oberliga zu spielen. Überwiegend als Ersatztorhüter eingesetzt, absolvierte er insgesamt drei Spielzeiten für die Rheinländer. Zur Saison 2004/05 wechselte er zu deren Ligakonkurrent EHC München, für die er elf Spiele bestritt. Parallel kam er auf zwei Einsätze für den ERC Ingolstadt in der Deutschen Eishockey Liga, in denen er acht Gegentreffer hinnehmen musste. Die folgende Spielzeit verbrachte er bei den Hannover Indians in der Oberliga und 2006/07 in der 2. Bundesliga in Bremerhaven, wo er ebenfalls zwei DEL-Einsätze für die Hannover Scorpions erhielt. Bevor er seine Laufbahn zu Gunsten seines Sportmanagement-Studiums beendete, spielte Hipke 2007/08 erneut beim EHC München in der 2. Bundesliga sowie abschließend beim TEV Miesbach in der Oberliga. 

## Erfolge und Auszeichnungen
- 2005 Deutscher Pokalsieg mit dem ERC Ingolstadt
- 2005 Oberliga-Meister und Aufstieg 2. Bundesliga mit dem EHC München